# 第六天神社 (杉並区)
第六天神社（だいろくてんじんじゃ）は、東京都杉並区高井戸西にある神社。登記上の宗教法人名称は天神社（てんじんじゃ）。

## 祭神
- 面足命・惶根命（おもだるのみこと・あやかしこねのみこと）

## 由緒
創建年代は明らかではないが鎌倉時代の頃と言われており、1559年（永禄2年）の小田原衆所領役帳において「高井堂」との記載がされている。また、古くから当地（旧上高井戸村）の鎮守社であったと伝えられている。なお、当社は明治時代以前には「第六天神」と呼ばれていた。
天保年間（1830年〜1843年）には本殿や拝殿が焼失してしまう。その後しばらく仮殿の状態であったが、1856年（安政3年）に現在の本殿を再建しており、1872年（明治5年）11月には近代社格制度における村社に列している。さらに1881年（明治14年）には拝殿も再建された。
中央自動車道の新設にともない社殿を後方に曳家することとなり、1972年（昭和47年）6月には鉄筋コンクリート造による本殿の覆殿および幣殿が新築された。加えて、この際には拝殿屋根の葺き替えや七社の境内社を祀る現在の末社殿（鉄筋コンクリート造銅板葺）の新築も行われている。
その他の多くの第六天神社（あるいは大六天神社）を含めて、元々は神仏習合の時代に第六天魔王波旬（はじゅん、サンスクリット語: पापीयस् pāpīyas、天魔、他化自在天）を祀る神社として創建されたものであるが、明治の神仏分離の際に、その社名から神世七代における第六代のオモダル・アヤカシコネに祭神を変更した。織田信長が自ら第六天魔王と名乗った由来の天部であった。

## 境内
境内および当社拝殿への拝観は無料である。境内の末社殿には以下の境内社（七社）が祀られている。また、鳥居から拝殿に向かうと二対の狛犬が置かれている。手前（一対目）の狛犬が1917年（大正6年）造、奥（二対目）の狛犬が1771年（明和8年）造となっており、特に後者については焼失した旧社殿よりも前に造られた貴重なもので、杉並区の指定文化財にもなっている。

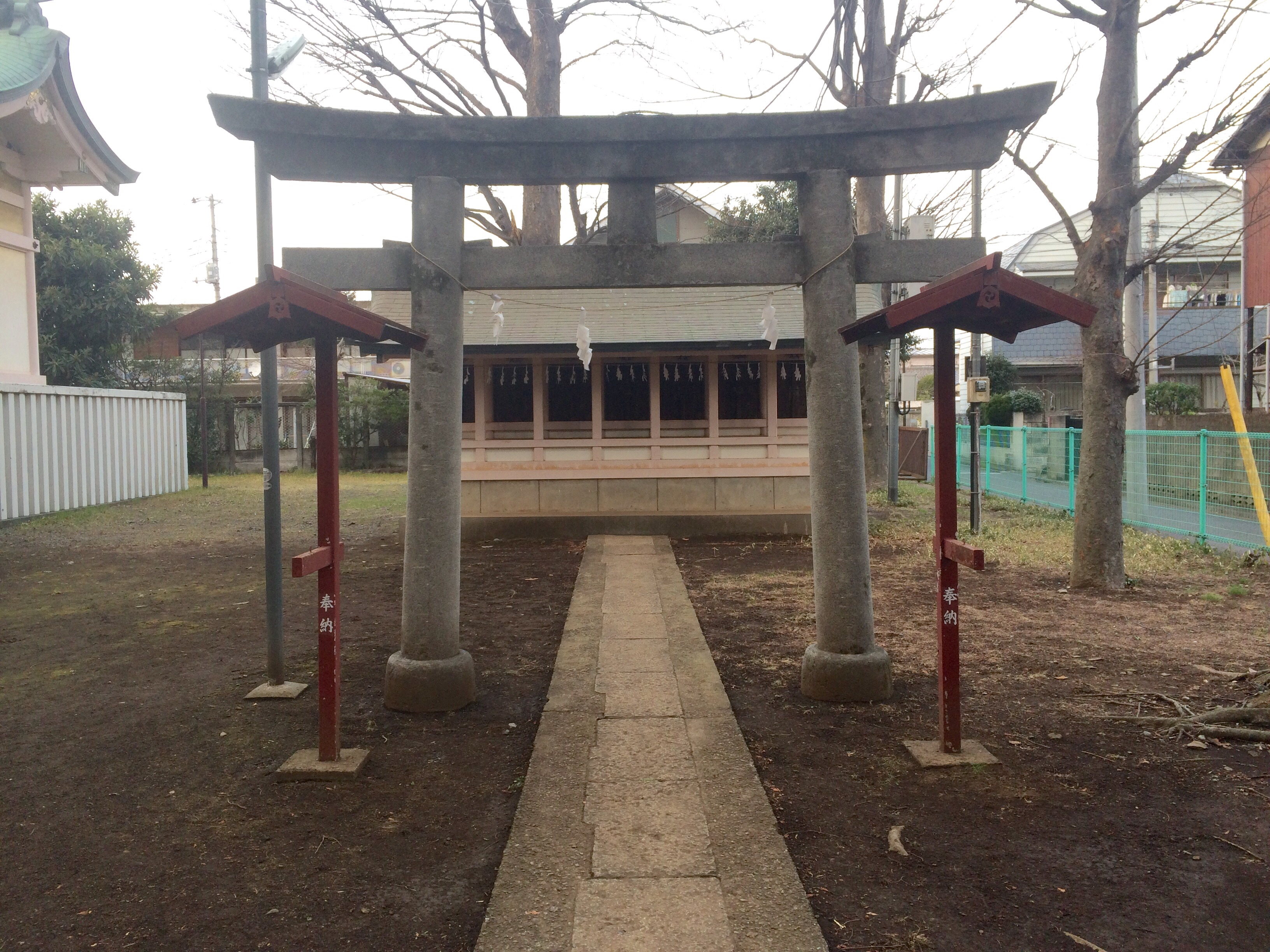
境内末社殿

### 境内社
- 秋葉神社
- 白山神社
- 浅間神社 - 村内の字前山にあった浅間社を1897年（明治30年）に当社の末社として遷座[3]。
- 天祖神社 - 村内の字伊勢にあった神明社を1897年（明治30年）に当社の末社として遷座[3]。
- 氷川神社
- 稲荷神社（二社祀られている）

## 祭事
- 例祭：9月10日

### かつての祭事
明治以前の祭日は11月22日であった。1965年（昭和40年）頃までは宵宮（本祭前夜）になると、農作業を終えた人々が御神酒を飲みながら夜通し拝殿にこもる「おこもり」という風習があった。また、昭和初期までは「雨乞い神楽」も行われていた。

## アクセス
- 京王井の頭線「高井戸駅」より徒歩約11分

## ギャラリー

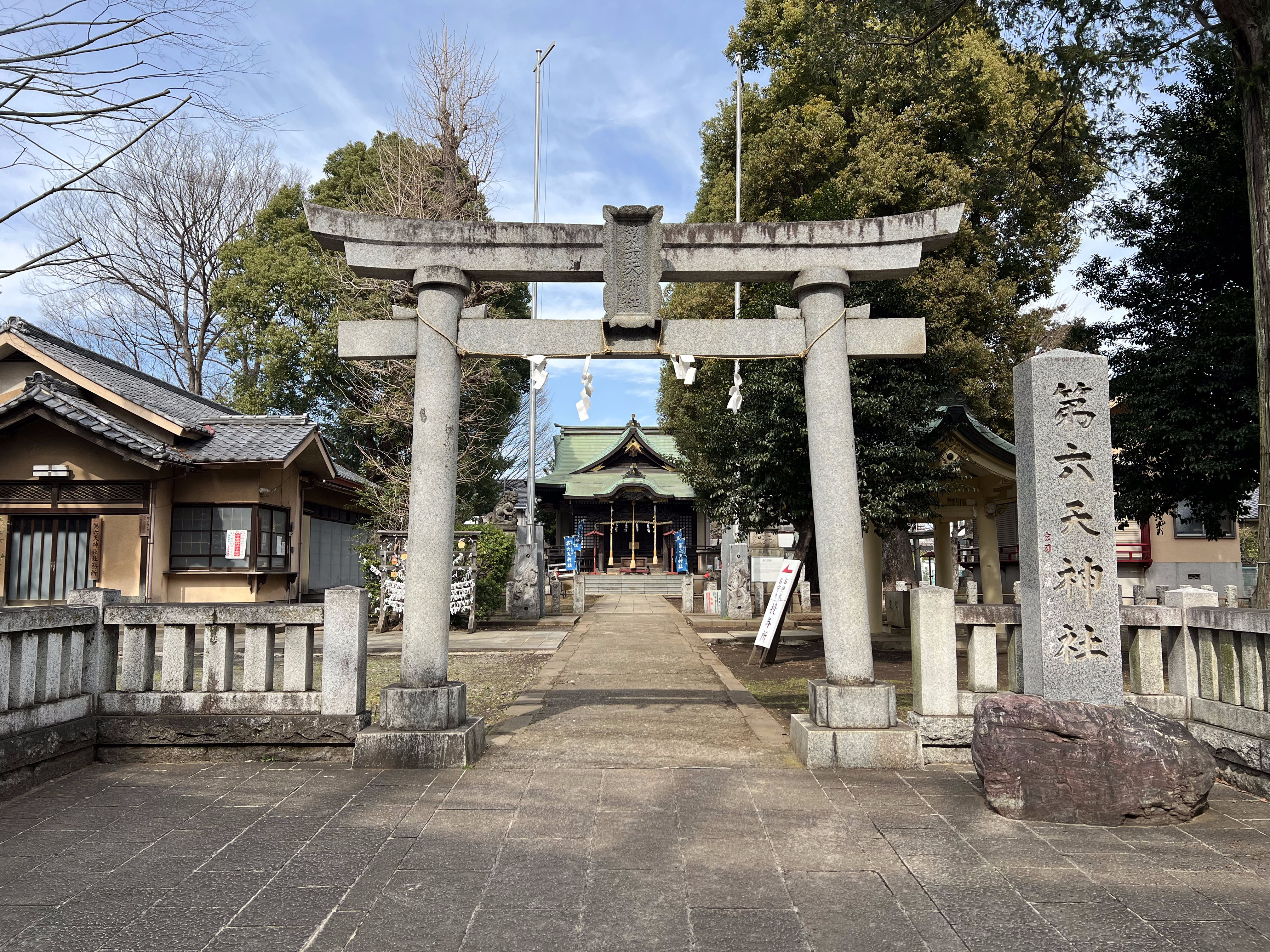
境内入口の鳥居と社号標
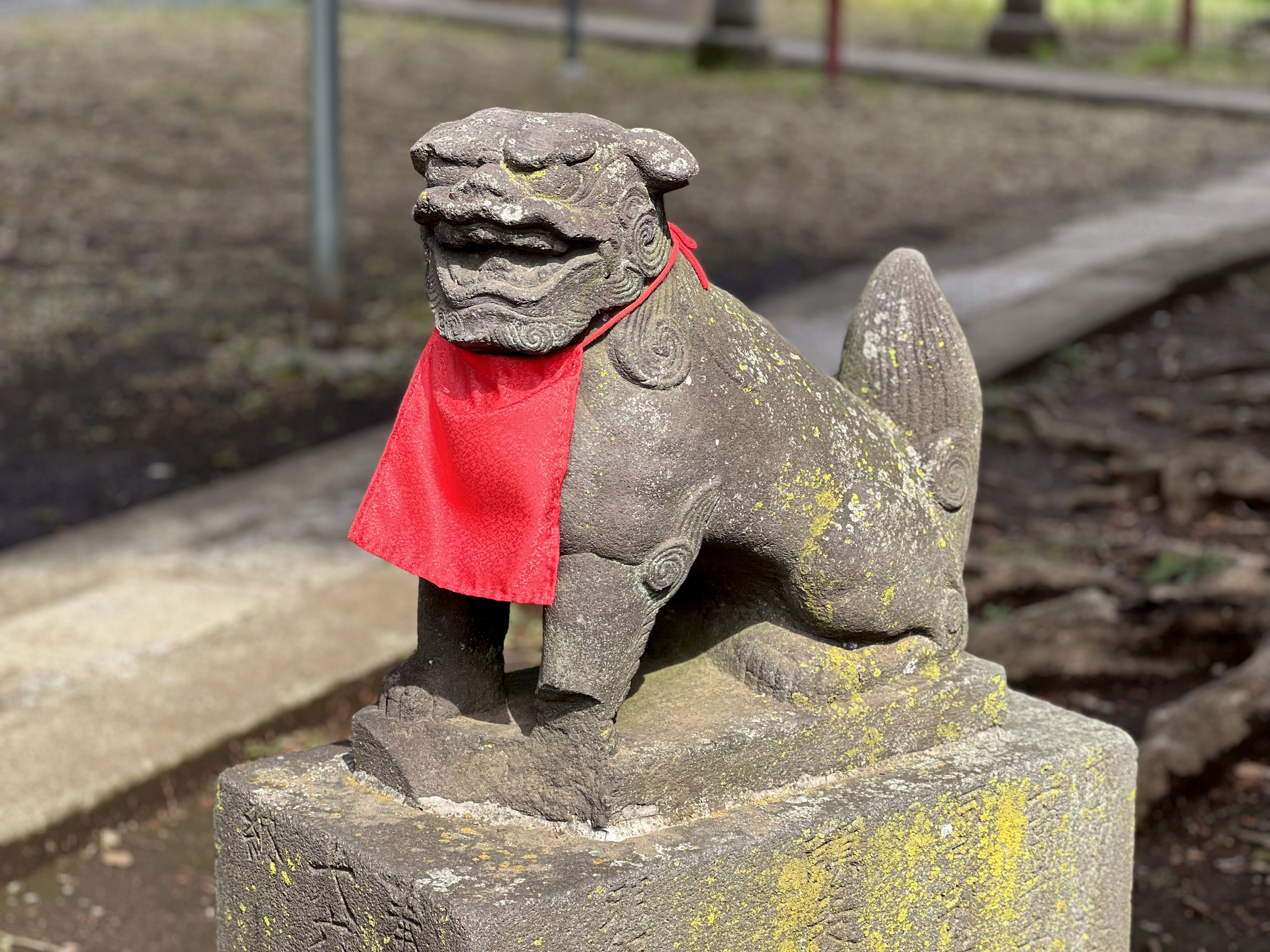
狛犬
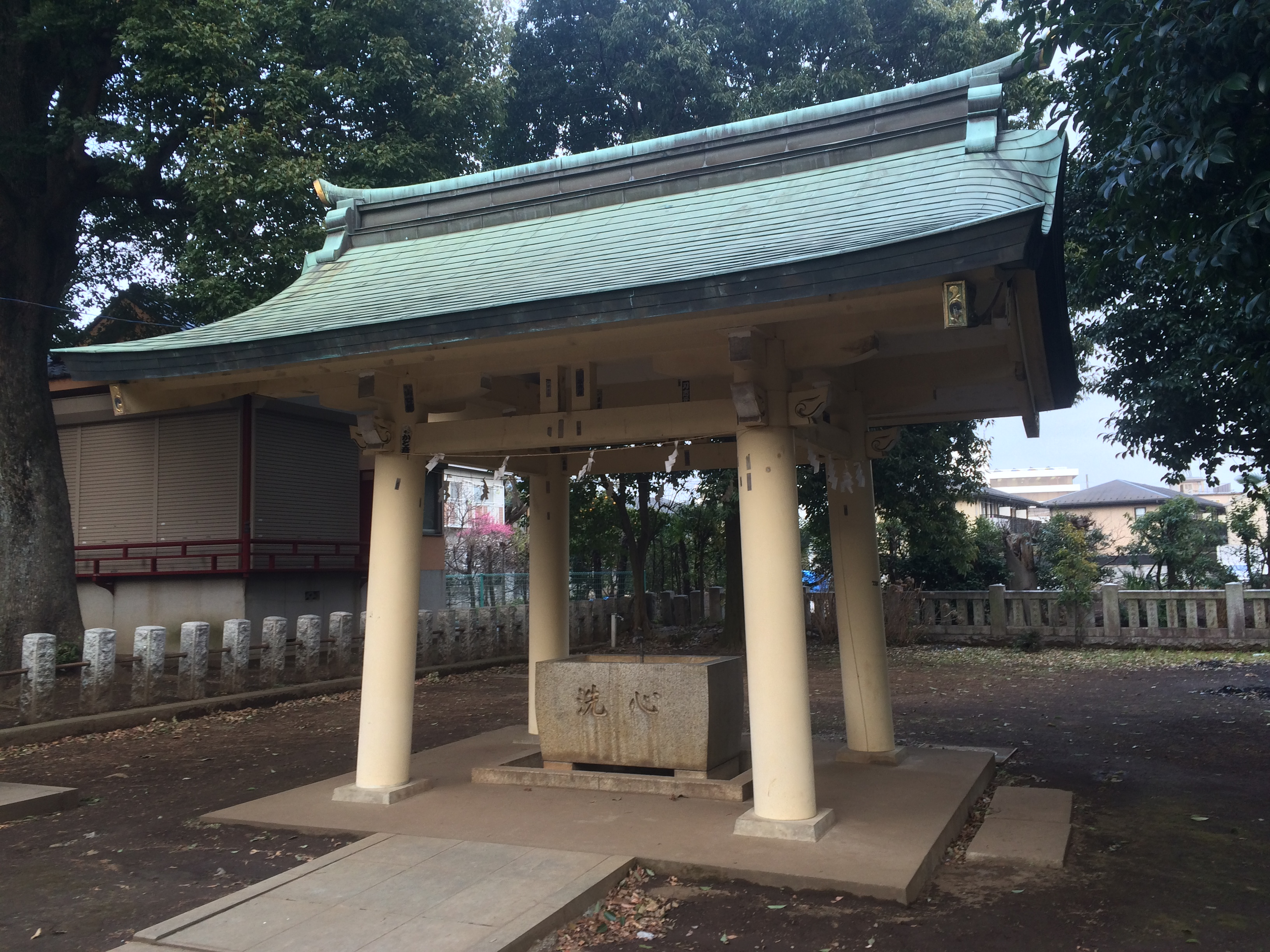
手水舎
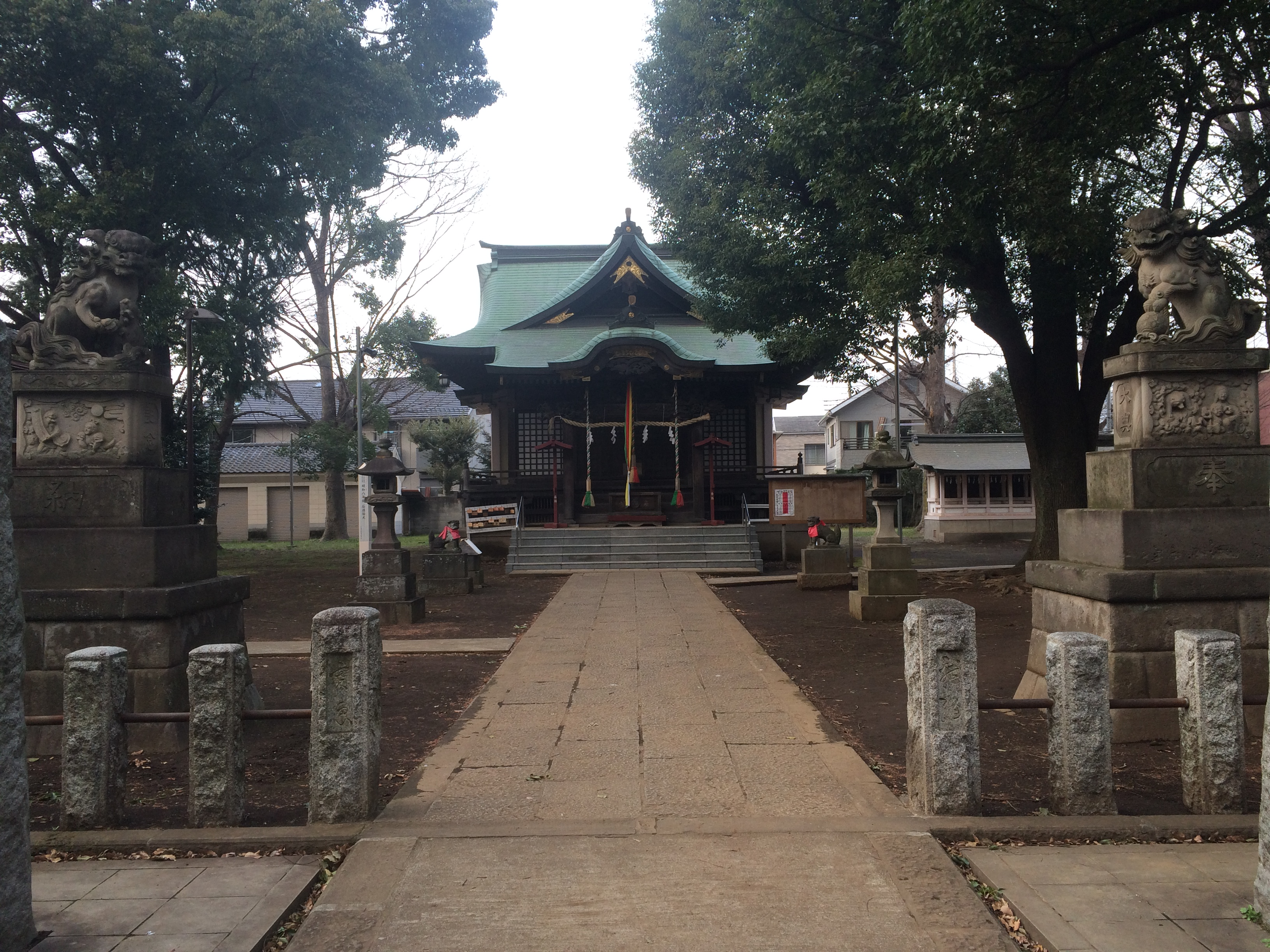
一対目の狛犬手前より拝殿を見る
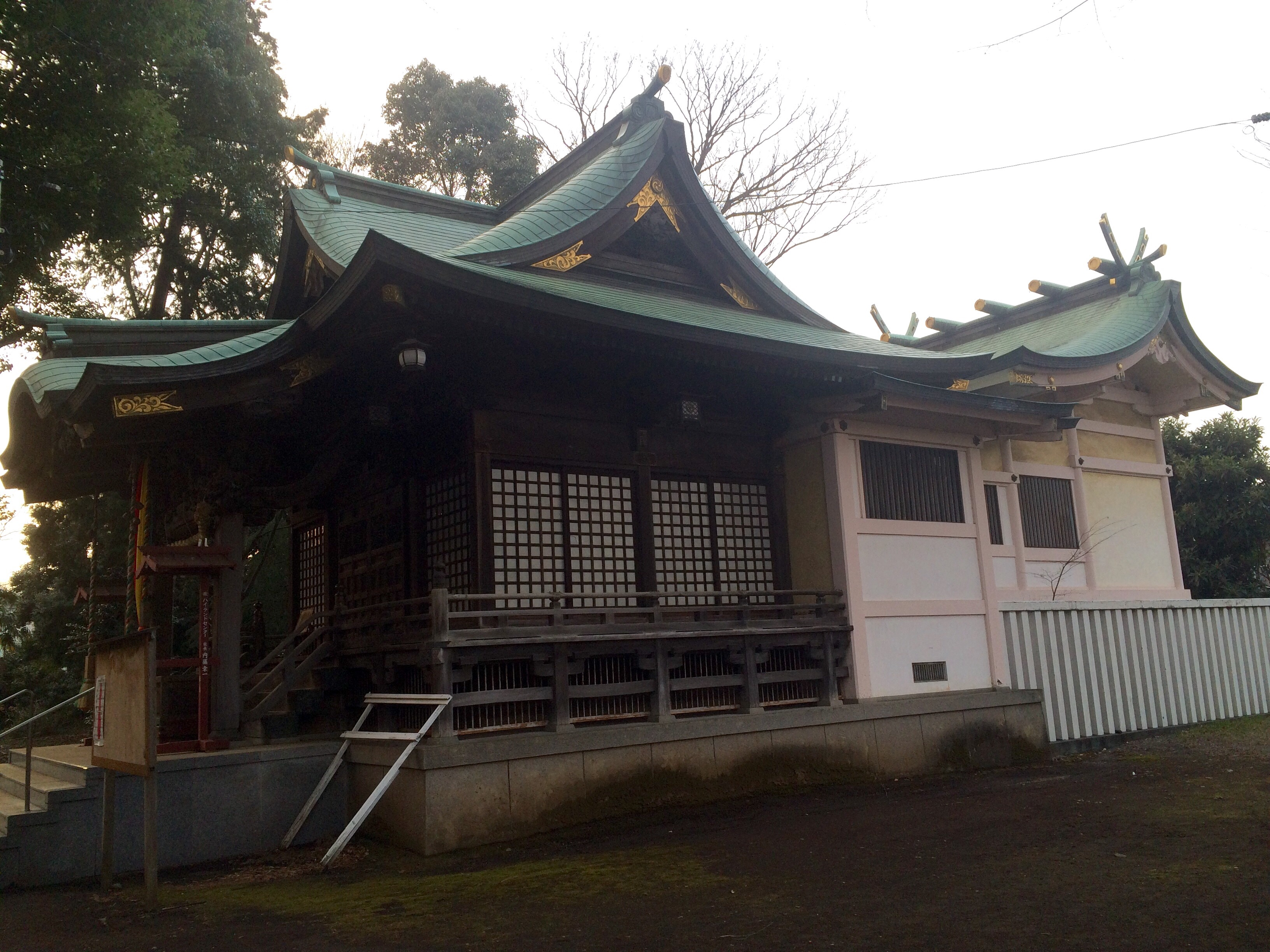
左側から拝殿と本殿